# Peter Sklár
Peter Sklár, rodným jménem Peter Perďoch (* 25. ledna 1968 Modra) je slovenský herec.
Už jako dítě účinkoval v rozhlase, vystudoval DAMU v Praze (1988–1992), kde si změnil i jméno. Účinkoval v divadlech Ludus, GUnaGU, A.ha, Štúdio L+S, D-dur.
Účinkoval v skeč-show S.O.S. v STV spolu s Petrou Polnišovou, Danielem Danglem a Romanem Pomajbem. Účinkuje v slovenském seriálu Mafstory, kde ztvárňuje Alberta Krasňanského, bosse mafiánského. V současnosti je novou postavou v seriálu Panelák, kde ztvárňuje gynekologa Filipa Malého. Často je slyšet jeho hlas prostřednictvím dabingu.

## Filmografie
- 2004–2008 – S.O.S. (Slovenská televízia)
- 2006–současnost – Mafstory (Albert Krasňanský) (Tv Joj)
- 2010–současnost – Panelák (Filip Malý) (Tv Joj)